# Международный Зелёный Крест
Международный Зелёный Крест — международная экологическая организация, основанная Михаилом Сергеевичем Горбачёвым в 1993 году после конференции «Саммит Земли» в Рио-де-Жанейро, Бразилия. , а филиалы имеются в 27 странах

## История
В январе 1990 года во время обращения к Глобальному форуму по окружающей среде и развитию, в Москве, президент СССР Михаил Горбачёв вынес на обсуждение идею о том, чтобы создать организацию, наподобие Международного Красного Креста, только эта новая организация будет заниматься экологическими проблемами, а не медицинскими. Создание такой организации ускорит решения тех экологических проблем, которые выходят за рамки национальных границ.
Развивая эту мысль, Михаил Горбачёв на саммите Земли в Рио-де-Жанейро (июнь 1992), объявил о создании им такой организации. В то же время депутат Швейцарского Национального совета, Роланд Виедеркехр основал экологическую организацию «Мир Зелёного Креста». Обе эти организации объединились в 1993 году и сформировали Международный Зелёный Крест.
Международный Зелёный Крест был официально учреждён в Киото, 18 апреля 1993 года. Многие известные деятели присоединились к его Совету директоров и Почётному совету, по приглашению Михаила Горбачёва.
Первый набор национальных организаций официально присоединился к Международному Зелёному Кресту в Гааге, весной 1994 года. К их числу относятся зелёный крест Японии, Нидерландов, России, Швейцарии и США.

## Цели организации
Цели создания Международного Зелёного Креста — принятие мер, направленных на обеспечение устойчивого и безопасного будущего планеты, экологическое просвещение, воспитание чувства ответственности за последствия влияния цивилизации на окружающую среду.

## Направления деятельности Зелёного Креста
- Предотвращение и разрешение конфликтов, возникающих в результате ухудшения экологической обстановки[3];
- Оказание помощи людям, пострадавшим от экологических последствий военных действий и конфликтов[3];
- Выработка юридических и этических норм, которые в дальнейшем станут основой и мотивацией для действий государства, бизнеса и общества в целях создания экологически безопасного мира[3].